# فرودگاه صحرایی خصوصی ایر/سارگانت
فرودگاه صحرایی خصوصی ایر/سارگانت (به انگلیسی: Ayr/Sargeant Private Airfield) یک فرودگاه همگانی است که یک باند فرود چمن دارد و طول باند آن ۸۳۰ متر است. این فرودگاه در کشور کانادا قرار دارد و در ارتفاع ۲۹۶ متری از سطح دریا واقع شده‌است.